# (5177) Hugowolf
(5177) Hugowolf est un astéroïde de la ceinture principale.

## Description
(5177) Hugowolf est un astéroïde de la ceinture principale. Il fut découvert le 10 janvier 1989 à Tautenburg par Freimut Börngen. Il présente une orbite caractérisée par un demi-grand axe de 2,34 UA, une excentricité de 0,13 et une inclinaison de 2,7° par rapport à l'écliptique.
Cet astéroïde est nommé en l'honneur du compositeur autrichien Hugo Wolf (1860-1903).

## Compléments